# Philoscia affinis
Philoscia affinis là một loài chân đều trong họ Philosciidae. Loài này được Verhoeff miêu tả khoa học năm 1933.